# 七張駅
七張駅（しちちょうえき）は、台湾新北市新店区にある台北捷運新店線、小碧潭支線の駅。駅番号はG03。かつて台湾鉄路管理局新店線（現在は廃線）の同名の駅も同地にあった。

## 概要
当駅は北新路の下方にある。駅名は、所在地と台湾鉄路管理局新店線の駅名である七張から採られた。元々は七張犁という名称であった。これは、耕地面積が7本の犂（すき）で耕作できる大きさに相当することから名づけられた。同じ由来の駅名は文山線の六張犁駅がある。

## 利用可能な鉄道路線
- 台北捷運
  -  新店線（松山新店線）
  -  小碧潭支線

## 歴史

### 台鉄七張駅
- 1936年11月26日 - 臺北鐵道新店線に七張犁乘降場が設置される[1]。
- 戦後、台湾鉄路管理局新店線となり、七張駅と改称される。
- 1965年3月25日 - 台湾鉄路管理局新店線の廃止により、当駅も廃止される[2]。

### 台北捷運
- 1999年11月11日 - 新店線古亭～新店間開業により、運用を開始する[3](p328)。
- 2004年9月29日 - 小碧潭支線七張～小碧潭間が正式開業する[4]。
- 2005年4月13日 - 2号出口供用[5]。
- 2017年10月13日 - 可動式ホーム柵の供用を開始[6]。

## 駅構造
- 相対式ホーム2面2線の地下駅。出入口は2箇所。

### 駅階層
| 地面      | コンコース                     | 出入口、コンコース、案内所、自動券売機、自動改札機、トイレ（駅改札内）          |
| 地下 一階 | 相対式ホーム、右側のドアが開く | 相対式ホーム、右側のドアが開く                                                  |
| 地下 一階 | 1番線                          | ← 松山新店線 松山方面（大坪林駅） · ← 小碧潭支線 （降車専用）へ                 |
| 地下 一階 | 2番線                          | → 松山新店線 新店方面（新店区公所駅）→ · → 小碧潭支線 小碧潭方面へ（小碧潭駅）→ |
| 地下 一階 | 相対式ホーム、右側のドアが開く |                                                                                 |
| 地下 二階 | 自由通路                       | ホーム連絡道                                                                    |

### 駅出口
- 出口1：北新路二段（北新路東側）
- 出口2：民族路（北新路西側）

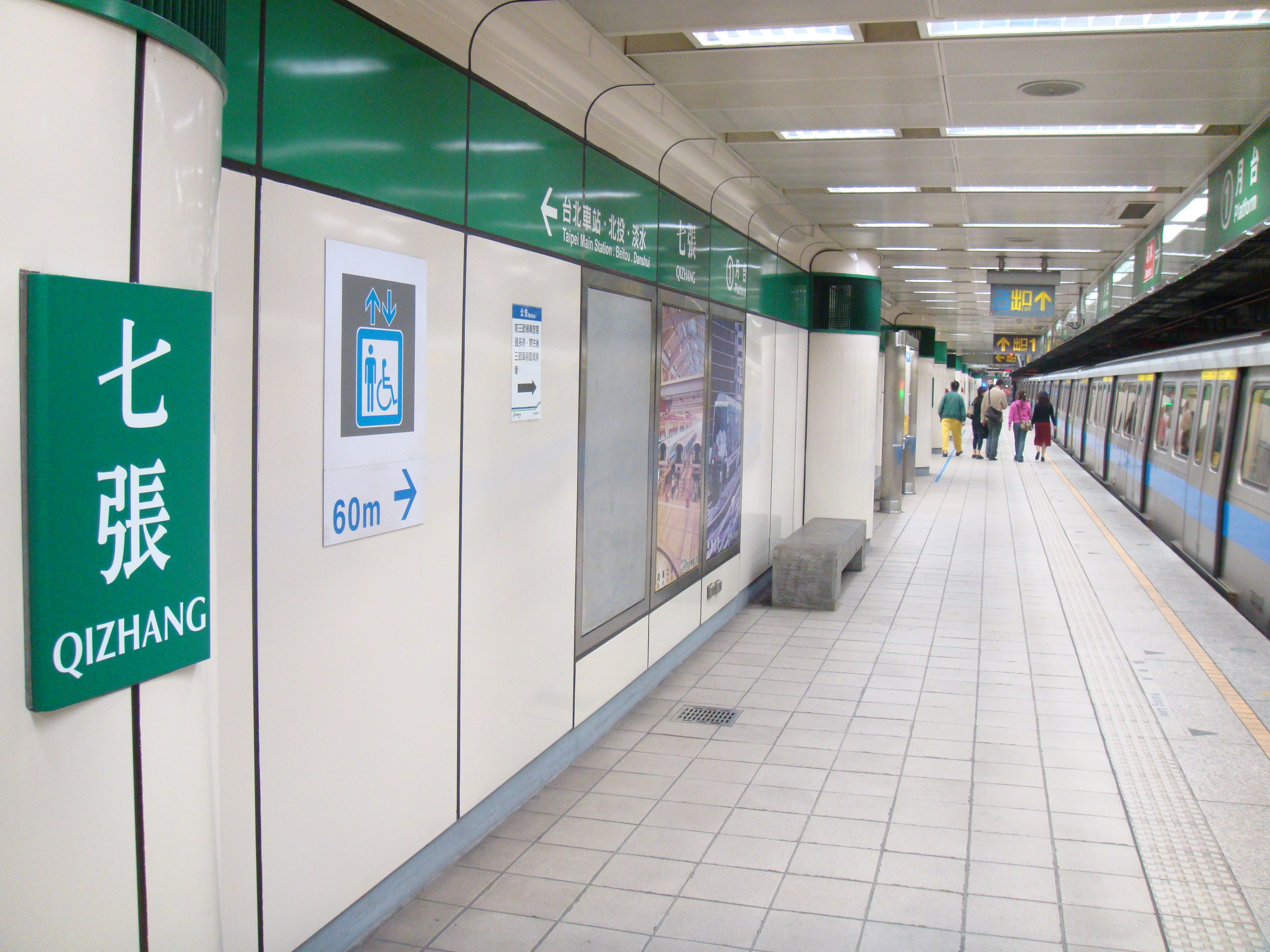
ホーム
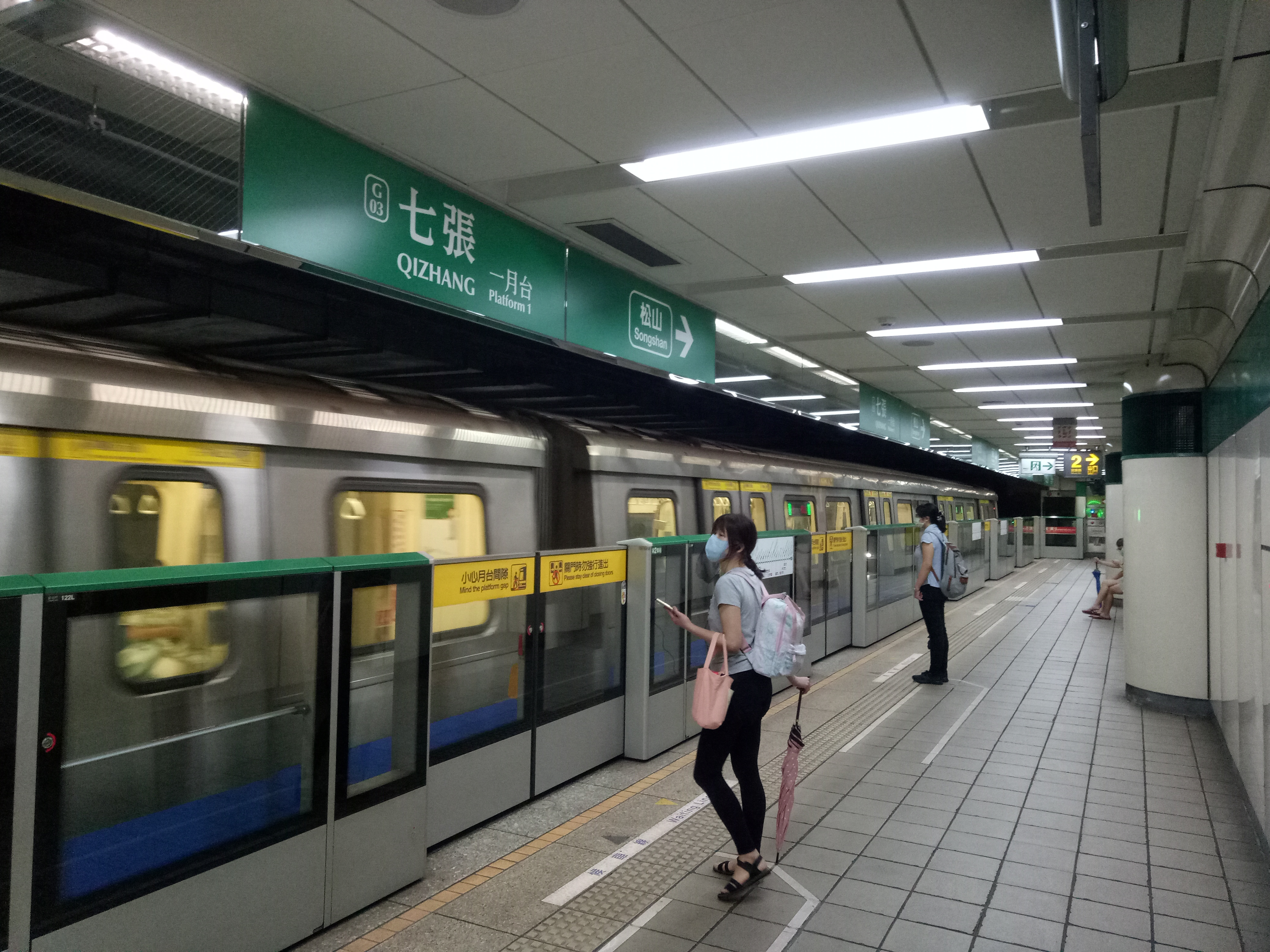
ホーム（可動柵設置後）

## 利用状況
当駅は捷運の駅以外にも、北新路に「捷運七張駅」のバス停、宝橋路には「七張」のバス停があり、多くのバスが走っている。

当駅にはまだ小碧潭支線専用のホームがなく、新店線と小碧潭支線がホームを共用している。小碧潭駅を出発した電車は当駅1番線に入り、客を降車させる。降車後、電車は駅北側の引き上げ線に入る。その後、電車は反対方向に出発し、当駅2番線に入り、客を乗車させる。小碧潭支線の乗客は前3両の乗車位置で、電車を待つ。そして、電車は小碧潭駅へ出発する。従って2番線には小碧潭駅方面の時刻表も掲示してある。
| 年   | 年間      | 年間      | 年間       | 年間  | 1日平均  | 1日平均  |
| 年   | 乗車      | 下車      | 乗下車計   | 出典  | 乗車     | 乗下車   |
| ---- | --------- | --------- | ---------- | ----- | -------- | -------- |
| 1999 | 392,985   | 361,815   | 754,800    | [ 7 ] | 7,706    | 14,800   |
| 2000 | 3,533,988 | 3,213,641 | 6,747,629  | [ 7 ] | 9,656    | 18,436   |
| 2001 | 3,692,342 | 3,398,719 | 7,091,061  | [ 7 ] | 計上せず | 計上せず |
| 2002 | 3,900,369 | 3,604,586 | 7,504,955  | [ 7 ] | 10,686   | 20,562   |
| 2003 | 3,781,168 | 3,470,315 | 7,251,483  | [ 7 ] | 10,359   | 19,867   |
| 2004 | 4,081,115 | 3,814,777 | 7,895,892  | [ 7 ] | 11,151   | 21,573   |
| 2005 | 4,045,108 | 3,844,107 | 7,889,215  | [ 7 ] | 11,082   | 21,614   |
| 2006 | 4,086,408 | 3,905,312 | 7,991,720  | [ 7 ] | 11,196   | 21,895   |
| 2007 | 4,127,606 | 3,934,300 | 8,061,906  | [ 7 ] | 11,309   | 22,087   |
| 2008 | 4,493,406 | 4,305,235 | 8,798,641  | [ 7 ] | 12,277   | 24,040   |
| 2009 | 4,534,153 | 4,323,052 | 8,857,205  | [ 7 ] | 12,422   | 24,266   |
| 2010 | 4,637,711 | 4,413,790 | 9,051,501  | [ 7 ] | 12,706   | 24,799   |
| 2011 | 4,881,744 | 4,608,556 | 9,490,300  | [ 7 ] | 13,375   | 26,001   |
| 2012 | 4,911,884 | 4,658,406 | 9,570,290  | [ 7 ] | 13,420   | 26,148   |
| 2013 | 5,030,781 | 4,761,534 | 9,792,315  | [ 7 ] | 13,783   | 26,828   |
| 2014 | 5,213,662 | 4,961,612 | 10,175,274 | [ 7 ] | 14,284   | 27,877   |
| 2015 | 5,479,218 | 5,252,243 | 10,731,461 | [ 7 ] | 15,012   | 29,401   |
| 2016 | 5,706,159 | 5,495,609 | 11,201,768 | [ 7 ] | 15,591   | 30,606   |
| 2017 | 5,792,604 | 5,610,476 | 11,403,080 | [ 7 ] | 15,870   | 31,241   |
| 2018 | 5,904,054 | 5,751,329 | 11,655,383 | [ 7 ] | 16,175   | 31,933   |
| 2019 | 6,115,163 | 5,982,851 | 12,098,014 | [ 7 ] | 16,754   | 33,145   |
| 2020 | 5,546,799 | 5,443,720 | 10,990,519 | [ 7 ] | 15,155   | 30,029   |
| 2021 | 4,143,457 | 4,143,919 | 8,287,376  | [ 7 ] | 11,352   | 22,705   |

## 駅周辺

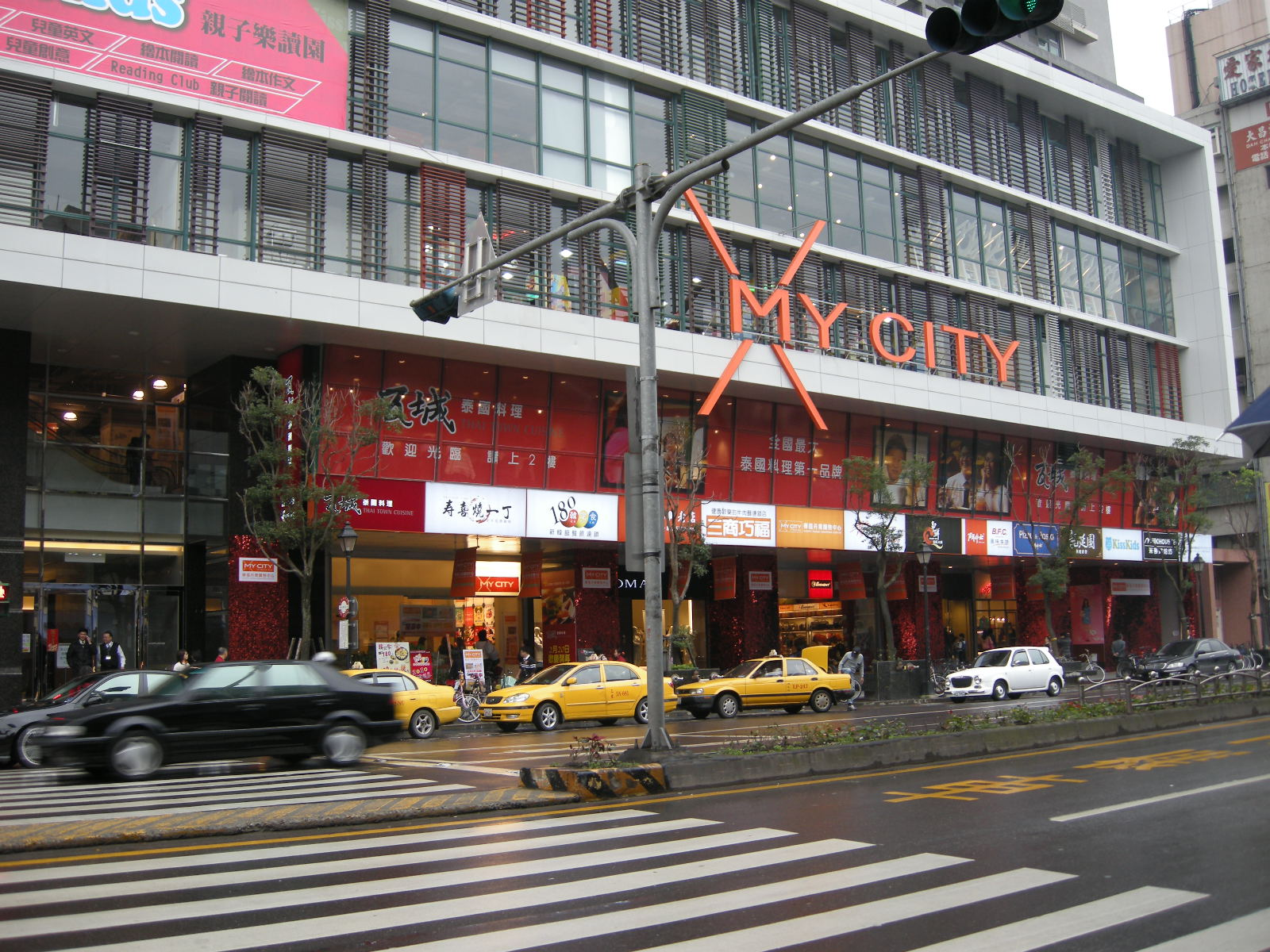
駅周辺の商店

- 新店区公所[8]
- 特力屋（新店店）
- 裕隆生活城
- 技嘉科技
- 台北富邦銀行（本駅と大坪林駅の間）
- 北新国小
- 大豊国小
- YouBike（新北市公共自転車（中国語版））
  - 捷運七張駅(1号出口)
  - 忠誠里(北新路2段97巷)

## 隣の駅
台湾鉄路管理局
新店線（廃線）
大坪林駅 - 七張駅 - 新店駅
台北捷運
 新店線（松山新店線）
大坪林駅 G04 - 七張駅 G03 - 新店区公所駅 G02
 小碧潭支線
七張駅 G03 - 小碧潭駅 G30A

### 註釈
1. ↑  台風ナーリー（納莉）の影響で9/17 8:00-9/18運休、9/19中和・新店線運行再開、10月1日淡水線直通運行再開[3](p122-124、129)。（台北捷運淡水線#2001年の台風水没被害）